# روجير فان در فايدن

إنزال المسيح من الصليب، رسمها حوالي عام 1435 م. (متحف ديل برادو، مدريد)

روجير فان در فايدن، أو روجير دي لا باستيور (1399 أو 1400 – 18 يونيو 1464)، هو رسام هولندي، تقتصر أعماله على لوحات ثلاثية دينية، ونقوش مذابح الكنيسة، وبورتريهات فردية ومزدوجة كُلف برسمها. كان ناجحًا للغاية ومشهورًا على الصعيد الدولي في حياته، صُدّرت لوحاته -أو أُخذت- إلى إيطاليا وإسبانيا، كُلّف بالعديد من الأعمال لصالح فيليب الطيب، ونبلاء هولندا، والأمراء الأجانب. بحلول النصف الأخير من القرن الخامس عشر، تفوق على يان فان إيك في الشعبية، لكن شهرته لم تستمر سوى للقرن السابع عشر، ويُعزى ذلك بصورة كبيرة إلى تغير الذوق، وأصبح في طي النسيان في منتصف القرن الثامن عشر. رُممت سمعته ببطء خلال الأعوام المئتين التالية، وأصبح يُعرف حاليًا، إلى جانب روبرت كامبين وفان إيك، بأنه ثالث (حسب تاريخ الميلاد) كبار الفنانين الفلمنكيين الثلاثة الأوائل، وعلى نطاق واسع بوصفه الرسام الشمالي الأكثر تأثيرًا في القرن الخامس عشر.
لا يُعرف سوى القليل عن تفاصيل حياة روجير. تُعد السجلات المدنية المجزأة مصدر الحقائق القليلة المعروفة عنه. رغم ذلك، يحظى إسناد اللوحات المنسوبة إليه بقبول واسع النطاق، ويُعزى ذلك جزئيًا إلى الأدلة الاستنتاجية، لكنه يستند في المقام الأول إلى الأدلة النمطية التي تشير إلى عدد من اللوحات التي رسمها خبير مبدع.
عمل فان دير فايدن من أنماط الحياة، ورُصدت ملاحظاته من كثب. رغم ذلك، كان كثيرًا ما يمثل بعض عناصر ملامح الوجه في نماذجه، والتي كانت ذات طابع نموذجي شبيه بالتمثال، وخاصة في لوحاته الثلاثية. قُدمت جميع نماذجه بتلوين غني ودافئ وتعبير متعاطف، وعُرف بتعاطفه المعبر وتصرفه على سجيته. يغلب على البورتريهات الخاصة به أن تكون بنصف الطول ونصف ملامح الوجه، وهو متعاطف أيضًا في لوحاته الثلاثية الدينية. استخدم روجير مجموعة واسعة غير اعتيادية من الألوان ودرجات متنوعة منها، وفي أفضل أعماله، لا تتكرر نفس درجة اللون في أي منطقة أخرى من القماش، حتى أن درجات اللون الأبيض تكون مختلفة.

## نشأته وتلمذته المهنية
بسبب فقدان السجلات في عام 1695، ومجددًا في عام 1940، لا يوجد سوى القليل من الحقائق عن حياة روجير. وُلد روجير في تورناي (بلجيكا الحالية) في عام 1399 أو 1400. والداه هنري دي لا باستيور وآغنيس دي واتريلوس. استقرت عائلة باستيور في وقت سابق في مدينة تورناي حيث عمل والده صانعًا للسكاكين.
في عام 1426، تزوج روجير إليزابيث، ابنة صانع أحذية في بروكسل، يان غوفيرت، وزوجته هي كاثلين فان ستوكيم. أنجب روجير وإليزابيث أربعة أطفال، منهم كورنيليوس (المولود في عام 1427) وأصبح راهبًا كرتوزيًا، وابنة، مارغريتا، ولدت في 1432. قبل 21 أكتوبر 1435، استقرت الأسرة في بروكسل حيث ولد الطفلان الأصغر سنًا: بيتر في عام 1437، ويان في عام 1438، الذي مضى قدمًا ليصبح رسامًا وصائغًا.
حمل لقب رسام مدينة بروكسل منذ تاريخ 2 مارس عام 1436 وما بعده، وهو منصب مرموق جدًا لأن بروكسل في ذلك الوقت كانت أهم مقر لمجلس دوق بورغندي المدهش. عند انتقاله إلى بروكسل، بدأ روجير باستخدام النسخة الفلمنكية من اسمه: « روجير فان در فايدن».
لا يُعرف سوى القليل عن تدريب روجير كرسام. دُمرت مصادر السجلات كليًا في مدينة تورناي خلال الحرب العالمية الثانية، لكنها نُسخت جزئيًا في القرن التاسع عشر وأوائل القرن العشرين. تُعد المصادر في نشأته مربكةً، الأمر الذي أدى إلى تفسير العلماء لها بطرق مختلفة. من المعروف أن مجلس مدينة تورناي قدم ثمانية أباريق من النبيذ تكريمًا للسيد روجير دي لا باستيور في 17 نوفمبر 1426
مع ذلك، في الخامس من مارس من العام التالي، أظهرت سجلات دليل الرسامين دخول «روجير دي لا باستيور» ورشة عمل روبرت كامبين إلى جانب جاك داريت. تُظهر السجلات أيضًا أن دي لا باستيور كان رسامًا معتمدًا بالفعل. بعد خمسة أعوام فقط، في أول أغسطس من عام 1432، حصل دي لا باستيور على لقب الرسام الخبير.
قد يُفسر دخول روجير في مرحلة التلمذة المهنية في وقت لاحق بسبب وقوع مدينة تورناي في أزمة خلال عشرينيات القرن الخامس عشر، ونتيجة لذلك لم تعمل النقابات بصورة طبيعية. ربما كان التأخر في التلمذة المهنية بمثابة إجراء قانوني. كان جاك داريت آنذاك في العشرينات من عمره، وعاش في منزل كامبين وعمل فيه لمدة عقد على الأقل. من المحتمل أن روجير حصل على اللقب الأكاديمي (خبير) قبل أن يصبح رسامًا، وأنه حصل على نبيذ الشرف بمناسبة تخرجه. في بعض الأحيان، تُستخدم لوحاته المتسمة بالرقي، والأيكونغرافيا المتعلمة، والخصائص التركيبية التي تُنسب له كحجة لصالح هذا الافتراض.
تجاوز وضع روجير الاجتماعي والفكري في حياته اللاحقة وضع الحِرفيين فقط في ذلك الوقت. بصورة عامة، تُعتبر الصلة النمطية الوثيقة بين الأعمال الموثقة لجاك دارت، واللوحات المنسوبة إلى روبرت كامبين، وروجير، الحجج الرئيسية التي افترضت أن روجير فان در فايدن كان تلميذًا لكامبين.

## معرض صور

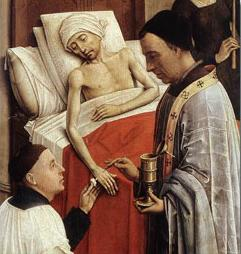
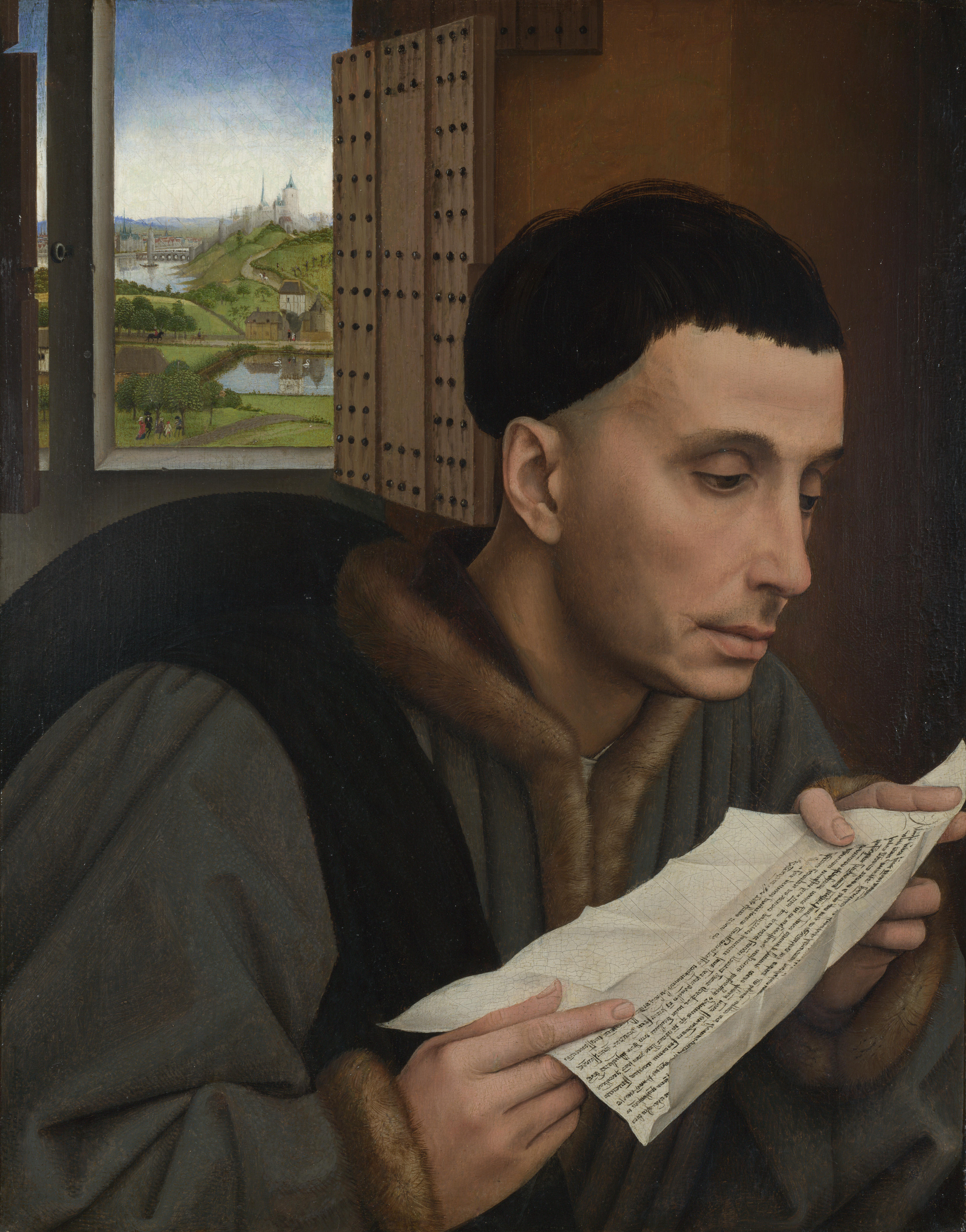
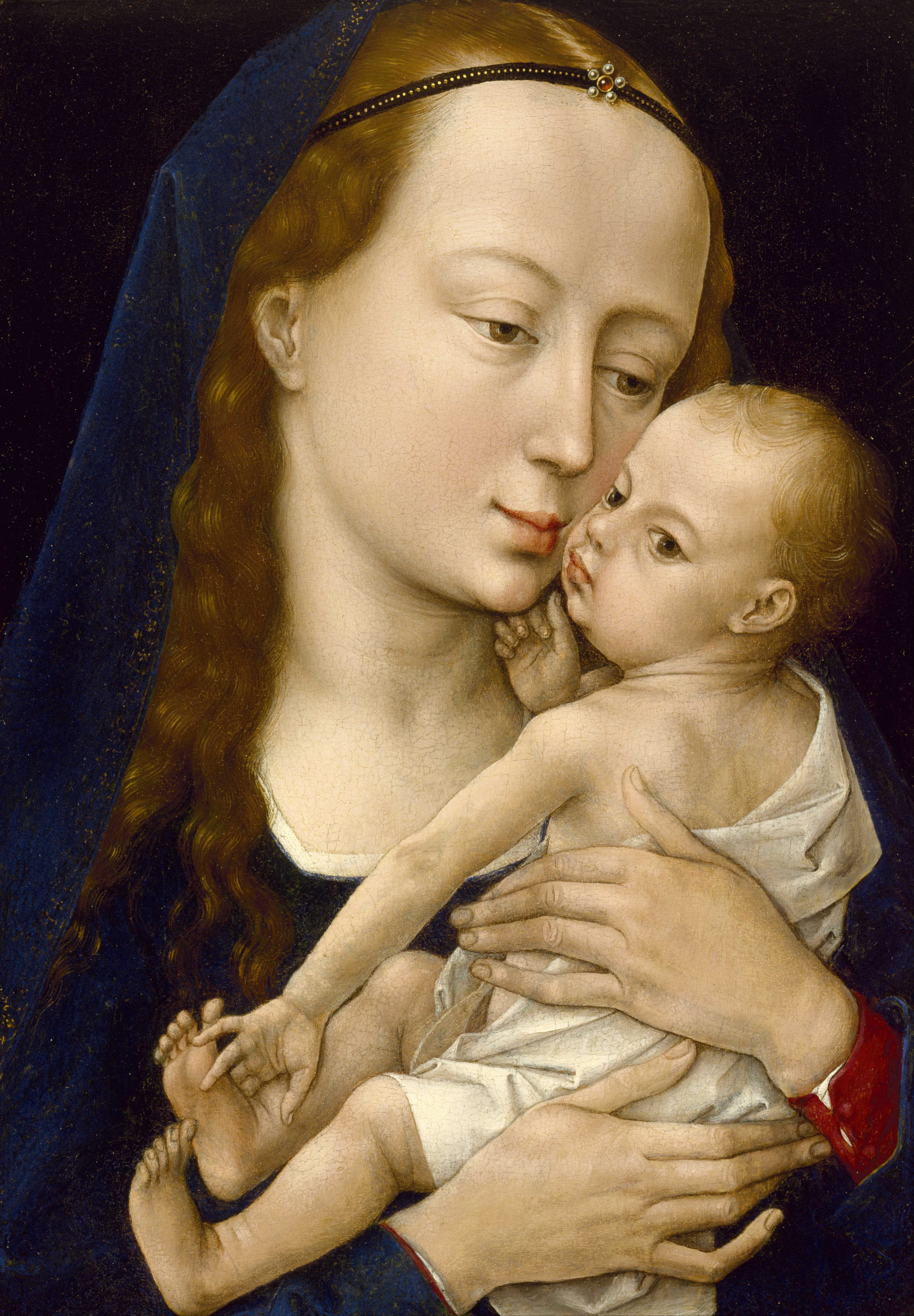

## روابط خارجية
- روجير فان در فايدن على موقع الموسوعة البريطانية (الإنجليزية)
- روجير فان در فايدن على موقع ميوزك برينز (الإنجليزية)
- روجير فان در فايدن على موقع إن إن دي بي (الإنجليزية)
- روجير فان در فايدن على موقع ديسكوغز (الإنجليزية)